# David Lundberg
David Lundberg (...) è un ex nuotatore statunitense.

## Palmarès
- Mondiali

Madrid 1986: oro nella 4x100m misti.